# ФК „Тулуза“
 Тази статия е за футболния отбор.  За град Тулуза вижте Тулуза.  За средновековната държава вижте Тулуза (графство).
Футболен клуб „Тулуза“ (на френски: Toulouse Football Club) е френски футболен отбор от град Тулуза.

## История
Предшественикът на Тулуза е създаден през 1937 година като ФК „Тулуза“, но през 1967 продава играчите си и мястото си в професионалния футбол на „Ред Стар“, Париж.
През 1970 година клубът е възроден под името „Унион Спортив Тулуз“, стартирайки сезона във втора френска дивизия. През 1977 година отборът се връща към първоначалните си корени и към историческото си минало, като сменя цветовете си от червено-бели на пурпурно-бели.
Тулуза бързо изгражда солиден състав, с който през 1982 година се завръща в Лига 1, а две години по-късно печели и право на участие в турнира за Купата на УЕФА. Най-доброто представяне на отбора на европейската сцена идва през сезон 1986/1987, когато след дузпи е отстранен Наполи, в чийто редици е легендарният Диего Марадона.
През 1994 година Тулуза изпада в Лига 2 и поради финансовата си нестабилност през 90-те години клубът лавира между елита и втория ешелон. Финансовите проблеми достигнат кулминационната си точка през 2001 година, когато отборът е изхвърлен от Лига 1 от Френската футболна федерация и дори е заплашен да загуби професионалния си статут.
Въпреки всичко тимът надхвърля всички очаквания, след две години се завръща сред най-силните в страната. През миналия сезон Тулуза стигна до третата позиция в крайното класиране на Лига 1 и доби право на участие в третия предварителен кръг на Шампионската лига, където отпадна от Ливърпул след две поражения с 0:1 във Франция и 0:4 на „Анфийлд“. Така отборът продължи да се състезава в 1 кръг на турнира за Купата на УЕФА, където срещна българския ЦСКА. Тулуза елиминира ЦСКА, след 0:0 в първия мач във Франция и 1:1 в София след гол в 96-ата минута на Андре-Пиер Жиняк. Тулуза се класира за груповата фаза на Купата на УЕФА.

## Цветове
Виолетовият цвят е във връзка с едно от прозвищата на град Тулуза: la Cité des violettes (Градът на виолетките), вторият е la Ville rose (Розовият град), който обяснява цвета на резервните им екипи.

## Успехи
- Дивизия 1/Лига 1
  -  Бронзов медал (2): 1986/87, 2006/07

- Лига 2
  -  Шампион (3): 1981/82 (група А), 2002/03, 2021/22
  -  Вицешампион (1): 1996/97

- Купа на Франция
  -  Носител (2): 1956/57, 2022/23

- Суперкупа на Франция
  -  Финалист (1): 2023

- Купа на лигата
  - 1/2 финалист (2): 2010, 2016